# Anisocentropus kirramus
Anisocentropus kirramus är en nattsländeart som beskrevs av Arturs Neboiss 1980. Anisocentropus kirramus ingår i släktet Anisocentropus och familjen Calamoceratidae. Inga underarter finns listade i Catalogue of Life.